# كلارنس كاي
كلارنس كاي (بالإنجليزية: Clarence Kay)‏ هو لاعب كرة قدم أمريكية أمريكي، ولد في 30 يوليو 1961 في سينيكا في الولايات المتحدة.

## وصلات خارجية
- كلارنس كاي على موقع مرجع كرة القدم المحترفة.كوم (الإنجليزية)